# Сыны Отечества
«Сыны отечества» — советский фильм 1968 года режиссёра Латифа Файзиева.

## Сюжет
Фильм-триптих из трёх новелл: «Люди одной судьбы», «Ложь», «Истина» — рассказ разных людей об одном и том же событии.
В середине 1960-х годов проходит выставка картин нарисованных в немецких концлагерях узниками. На одном из портретов учительница Елена Салимова узнаёт своего мужа Искандера. Устроитель выставки немец из ФРГ Йоганн Культшер уверяет её, что на портрете совсем другой человек — заключённый № 12128 еврей Марк Гельц, известный гамбургский художник-график, погибший в концлагере, — это его автопортрет, и в личном деле заключённого имеется его фотография.
Елена едет в ФРГ, чтобы встретиться с женщиной от которой получена фотография — Хильдой Хейнц, которая работала фотографом в концлагере Шпильхаузен. У неё обнаруживается картина в том же стиле, что и автопортрет, подписанная «Искандер Салимов»... Хильда рассказывает свою версию происшедших тогда событий. Затем на Елену выходит бывший мулла концлагеря — его история проясняет случившееся в лагере, но не до конца, и только разговор с бывшим узником лагеря позволяет установить истину.

## В ролях
В главных ролях:
- Людмила Хитяева — Елена Салимова, учительница
- Иева Мурниеце — Хильда Хайнц, фотограф концлагеря, эсэсовка
- Нодар Шашик-оглы — Искандер Салимов, узник концлагеря
- Владимир Коренев — Марк Гельц, он же «Немой», узник концлагеря
- Закир Мухамеджанов — Батыров, мулла концлагеря
- Альгимантас Масюлис — Штумпф, комендант концлагеря
- Альберт Филозов — Отто фон Тальвиг, гауптштурмфюрер

В остальных ролях:
- Игорь Класс — офицер-эсэсовец, начальник охраны
- Олег Хроменков — охранник-эсэсовец
- Лев Жуков — немецкий солдат
- Станислав Фесюнов — Ганс Салиндорф, узник концлагеря
- Наби Рахимов — Вахабов, узник концлагеря
- Ульмас Алиходжаев — «Фокусник», узник концлагеря
- Мирза Дадабаев — «Седой», узник концлагеря
- Туган Режаметов — узник концлагеря
- Джавлон Хамраев — узник концлагеря
- Исамат Эргашев — узник концлагеря
- Рошель Мордухаев — узник концлагеря
- Абдусалом Рахимов — узник концлагеря
- Юозас Урмонавичюс — Иоганн Культшер, организатор выставки из ФРГ
- Шукур Бурханов — скульптор
- Марьям Якубова — посетительница музея
- Лютфи Сарымсакова — посетительница музея
- Маннон Убайдуллаев — эпизод
- Хикмат Латыпов — эпизод

## О фильме
Фильм снят по сценарию писателей Сарвара Азимова и Николая Рожкова, который позже был издан в сборнике Санвара Азимова вышедшем в издательстве «Советский писатель».
Посвящён фильм узбекскому поэту Гафуру Гуляму — в первых кадрах фильма Константин Симонов читает фрагмент его стихотворения «Я еврей» 1941 года.
Консультант фильма — бывший узник концлагеря «Дора-Миттельбау» С. Биденко.
Показанный в фильме Мемориал павшим войнам-узбекам и скультура «Скорбящая мать» созаваемый скульптором в начале фильма и открываемый в последних кадрах — не существует и не существовал: это муляж, построенный для съёмок у Медресе Кукельдаш в Ташкенте.

## Критика
Сюжет ленты необычен. Авторы широко используют возможности киноискусства. Действие фильма легко перебрасывается из прошлого в сегодняшний день, игровые куски перемежаются документальными кадрами. События происходят в разных городах, в гитлеровском концлагере. Встречи, воспоминания, споры... Фильм «Сыны Отечества» продолжает традиции советского остроактуального, публицистического кино.— Пути и поиски: вопросы становления узбекской кинорежиссуры и кинодраматургии / Джура Теснабаев. — Ташкент, 1973. — 195 с. — стр. 166

Очень странный фильм, почти нациксплотейшен (особенно когда дело доходит до белокурой эсэсовки)... Современные сцены перемежаются дикими флешбэками...— 24 фильма о Великой Отечественной войне: Самые известные и самые неожиданные // КиноПоиск, 9 мая 2020